# Vuhledar
Vuhledar (ukrainska: Вугледар [wʊɦɫeˈdɑr] lyssna (fil), ryska: Угледар) är en stad i Donetsk oblast i sydöstra Ukraina. Det är en gruvstad, belägen cirka 48 kilometer sydväst om staden Donetsk. Vuhledar beräknades ha 14 144 invånare i januari 2022.
Staden grundades 1964 som Pivdennyj Donetsk i närheten av kolgruvan Pivdennodonbaska 1. Den skulle ha blivit en stor industristad med hundratusentals invånare, men utbyggnaden avbröts när andra kolreserver i Sovjetunionen visade sig mer lönsamma. År 1969 fick staden sitt nuvarande namn.
Under Rysslands invasion av Ukraina 2022 utsattes Vuhledar för intensiv beskjutning. I september 2024 var ukrainska soldater helt omringade av ryska trupper, och staden höll på att falla.